# Cephalotes dorbignyanus
Espèce
Synonymes
Cephalotes dorbignyanus est une espèce de fourmis arboricoles du genre Cephalotes.

## Distribution
Nous ne possédons pas assez d'information sur sa distribution et son endémisme à l'heure actuelle.

## Description
Comme les autres espèces du genre Cephalotes, elles sont caractérisées par l'existence de soldats spécialisés dotés d'une tête surdimensionnée et plate ainsi que des pattes plus plates et plus larges que leurs cousines terrestres. Elles peuvent ainsi se déplacer d'un arbre à un autre dans une forêt.
Elle fut décrite et classifiée pour la première fois par l'entomologiste britannique Frederick Smith en 1853.